# 資料平行
資料平行（英語：Data parallelism，又譯為數據平行），是一種多處理器的平行運算模式，將資料分配到不同的平行運算節點中。資料平行把大的任务化解成若干个相同的子任务，处理起来比任务平行简单。

## 概論
在一個多處理器系統中，執行相同的指令集（SIMD），當每個處理器都處理同一個行程中不同的資料時，就達成資料平行。